# إيان داوي
إيان داوي (بالإنجليزية: Iain Dowie)‏ (9 يناير 1965 في المملكة المتحدة - ) هو معلق رياضي ومدرب كرة قدم ولاعب كرة قدم بريطاني في مركز الهجوم. شارك مع منتخب أيرلندا الشمالية لكرة القدم. أما مع النوادي، فقد لعب مع كريستال بالاس وكوينز بارك رينجرز ونادي ساوثهامبتون ونادي فولهام ونادي لوتون تاون ووست هام يونايتد وسانت ألبانز سيتي وHendon F.C. ‏ ونادي تشيشونت.

## وصلات خارجية
- إيان داوي على موقع الاتحاد الدولي (مؤرشف)  (الإنجليزية)
- إيان داوي على موقع الاتحاد الأوربي (الإنجليزية)
- إيان داوي على موقع قاعدة بيانات كرة القدم.إي يو (الإنجليزية)
- إيان داوي على موقع ناشيونال فوتبول تيمز (الإنجليزية)
- إيان داوي على موقع Soccerbase.com (لاعب) (الإنجليزية)
- إيان داوي على موقع Soccerbase.com (مدرب) (الإنجليزية)
- إيان داوي على موقع عالم كرة القدم.نت (الإنجليزية)